# Nilfisk
Nilfisk és una empresa danesa fundada el 1906, proveïdora d'equipament de neteja professional en els sectors industrial, comercial i domèstic. La seva seu es troba a Brøndby (Dinamarca) i fabrica a Hongria, Itàlia, Alemanya, Dinamarca, Estats Units, Mèxic, Brasil i Xina. Subministra equips de neteja industrial i d'alta pressió i aspiradores. Les seves marques globals són Nilfisk, Nilfisk-ALTO i Viper. Les marques regionals més grans són Advance i Clarke. L'empresa és propietat del grup NKT. La companyia fou propietat del hòlding NKT A/S fins a octubre de 2017, en què se n'escindí, i ara figura com a empresa independent de la Borsa de Copenhaguen. Forma part del Pacte Mundial de les Nacions Unides.

## Història

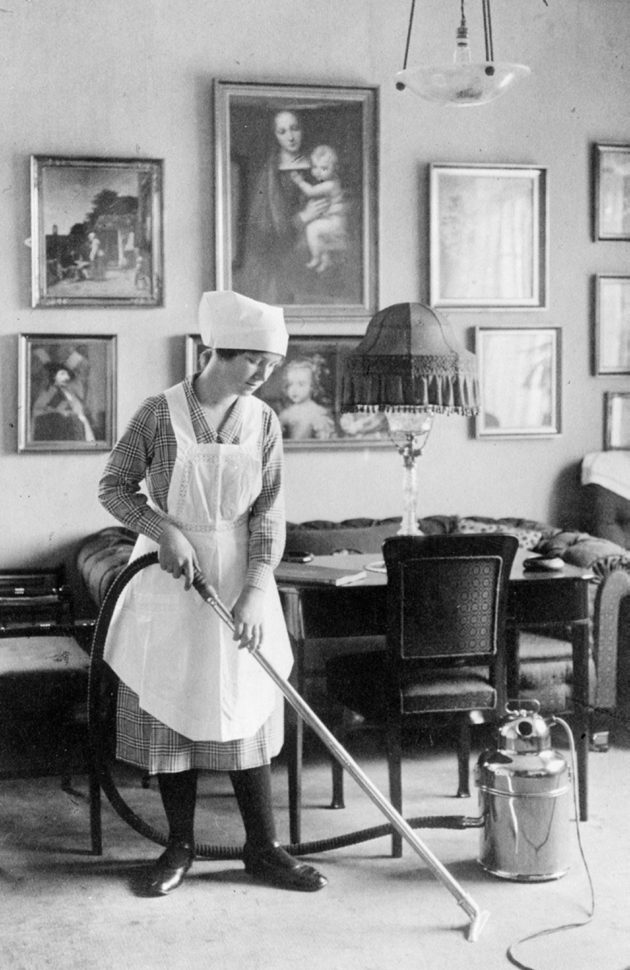
El model C5, de 1912, fou el primer model d’aspiradora de Fisker&Nielsen per a la llar. Més endavant, la companyia canvià el nom per Nilfisk.

Nilfisk va ser fundada a Dinamarca el 1906 per Peder Andersen Fisker (1875-1975) i Hans Marius Nielsen (1870-1954) com a «Fisker & Nielsen». Al principi l'empresa produïa motors elèctrics com a component bàsic de ventiladors, ascensors de cuina, perforadores i, més tard, la motocicleta de Nimbus. L'aspiradora Nilfisk de 1910 va pesar 17,5 quilos i Fisker va treure una patent per aquesta invenció i, més tard, li va comprar la seva part a Nielsen. L'aspirador va desplaçar els altres productes de motor que van ser gradualment eliminats. El 1954, l'empresa havia venut 1 milió d'aspiradors.
El 1989, el grup NKT, llistat a la Borsa de valors de Copenhaguen, va comprar «Fisker & Nielsen». El 1994 Nilfisk Un/S va adquirir la empresa de maquinària «Advance» i, el 1998, es va reanomenar «Nilfisk-Advance». El 1998 es va fusionar amb Euroclean/Kent i, entre 2000 i 2011, va adquirir CFM, ALTO, Ecologica, United States Products, Viper, Hydramaster, Egholm, Plataforma i Jungo. El 2015, „Nilfisk-Advance» va canviar el seu nom a «Nilfisk» com a nova marca global de l'empresa.

## Galeria

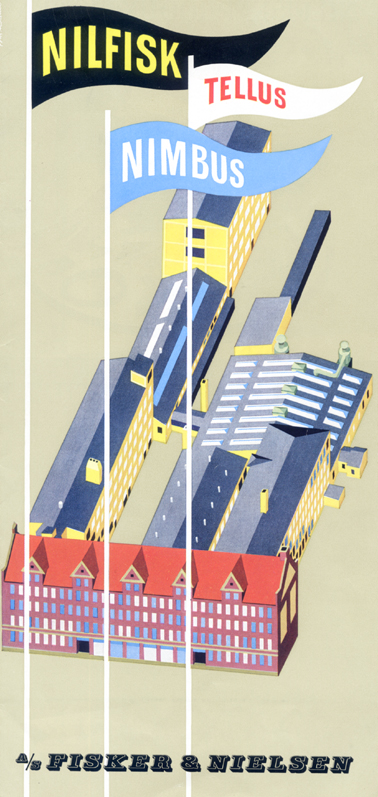
La fàbrica Nilfisk a Frederiksberg, Dinamarca (1954)
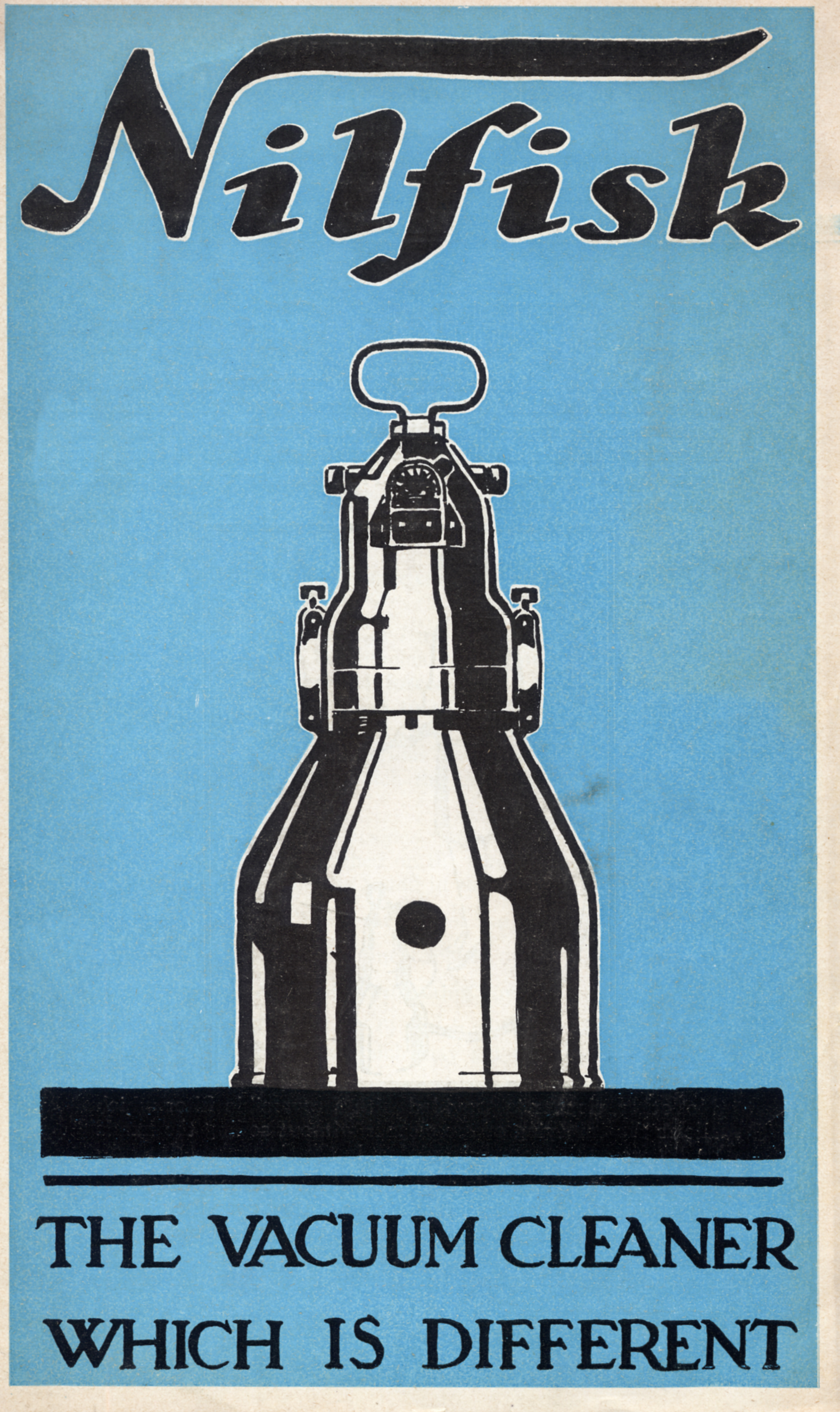
Un dels primerencs models Nilfisk (anunci anglès del 1930s)
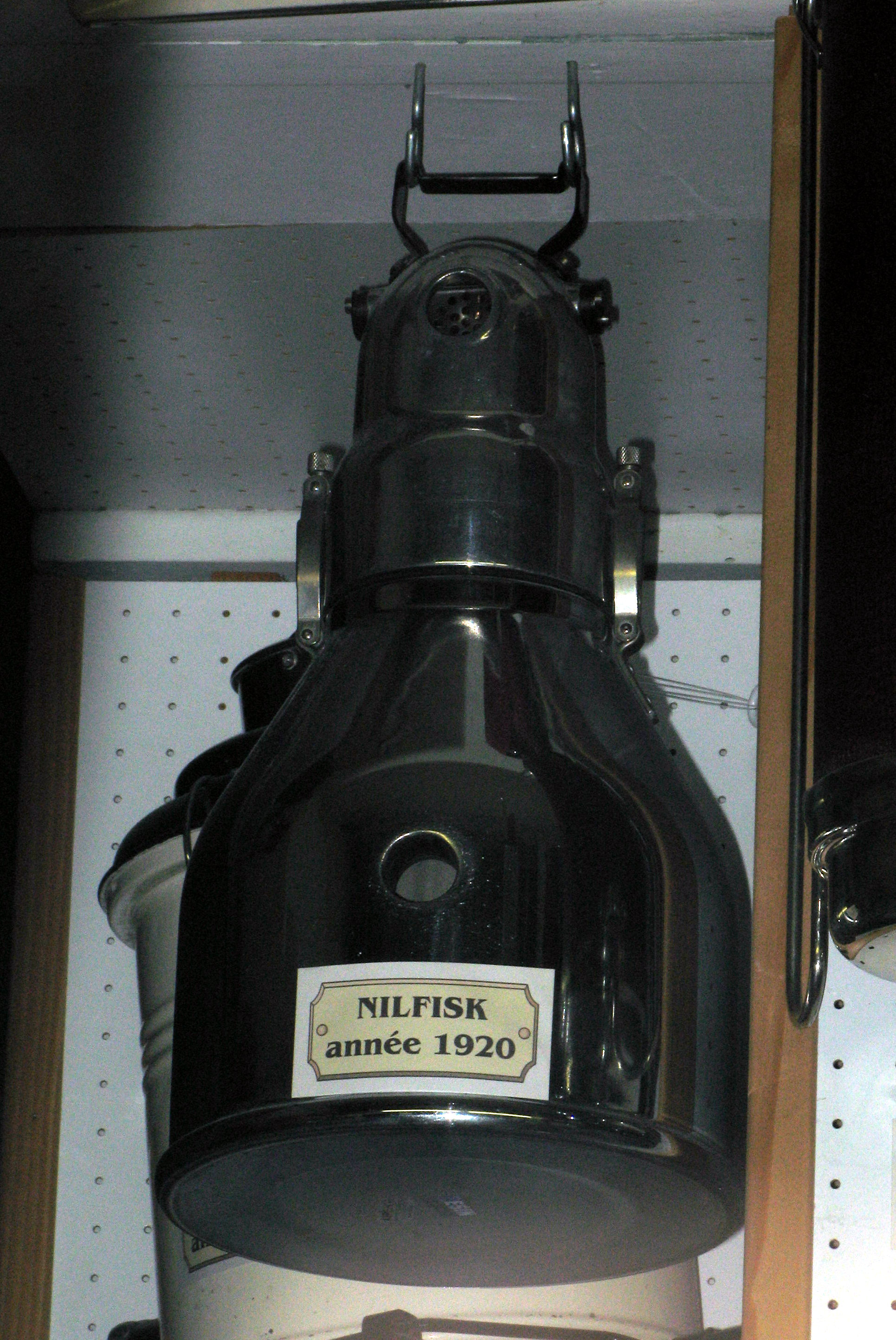
Aspiradora de Nilfisk del 1920